# Zapasy na Igrzyskach Ameryki Środkowej i Karaibów 2023
Turniej w ramach Igrzysk w 2023 - San Salvador  rozegrano od 28 czerwca do 1 lipca w "Cuna Del Mágico".

## Tabela medalowa
Gospodarz zawodów został zaznaczony kolorem.
| Poz.  | Państwo    |    |    |    | Łącznie |
| ----- | ---------- | -- | -- | -- | ------- |
| 1.    | Kuba       | 15 | 0  | 3  | 18      |
| 2.    | Wenezuela  | 2  | 2  | 8  | 12      |
| 3.    | Kolumbia   | 1  | 3  | 4  | 8       |
| 4.    | Meksyk     | 0  | 6  | 8  | 14      |
| 5.    | Portoryko  | 0  | 3  | 3  | 6       |
| 6.    | Dominikana | 0  | 3  | 2  | 5       |
| 7.    | Kostaryka  | 0  | 1  | 0  | 1       |
| 8.    | Panama     | 0  | 0  | 3  | 3       |
| 9.    | Honduras   | 0  | 0  | 2  | 2       |
| 10.   | Salwador   | 0  | 0  | 1  | 1       |
| .     | Jamajka    | 0  | 0  | 1  | 1       |
| Razem | Razem      | 18 | 18 | 35 | 71      |

## Wyniki

### W stylu klasycznym
| Kat. wagowa |                  |                  |                                 |
| ----------- | ---------------- | ---------------- | ------------------------------- |
| 60 kg       | Kevin de Armas   | Samuel Gurria    | Raiber Rodríguez Robert Pérez   |
| 67 kg       | Luis Orta        | Leomar Cordero   | Edsson Olmos Julián Horta       |
| 77 kg       | Yosvanys Peña    | Emmanuel Benítez | Jaír Cuero Muñoz Alvis Almendra |
| 87 kg       | Daniel Grégorich | Carlos Muñoz     | Daniel Vicente Luis Avendaño    |
| 97 kg       | Gabriel Rosillo  | Carlos Adames    | Luis López Kevin Mejía          |
| 130 kg      | Óscar Pino       | Edgardo López    | Moisés Pérez Paul Morales       |

### W stylu wolnym
| Kat. wagowa |                      |                  |                                    |
| ----------- | -------------------- | ---------------- | ---------------------------------- |
| 57 kg       | Osmany Diversent     | Juan Ramírez     | Jacob Moran                        |
| 65 kg       | Alejandro Valdés     | Sebastian Rivera | Úber Cuero Muñoz Cristian Santiago |
| 74 kg       | Anthony Montero      | Julio Rodríguez  | Franklin Marén Franklin Gómez      |
| 86 kg       | Yurieski Torreblanca | Carlos Izquierdo | Pedro Ceballos Ethan Ramos         |
| 97 kg       | Arturo Silot         | Maxwell Lacey    | Pedro Garay Luis Pérez             |
| 125 kg      | José Díaz            | Jonovan Smith    | Aaron Johnson Ibrain Torres        |

### W stylu wolnym kobiet
| Kat. wagowa |                  |                |                                   |
| ----------- | ---------------- | -------------- | --------------------------------- |
| 50 kg       | Yusneylis Guzmán | Mariana Díaz   | Alisson Cardozo Mariana Rojas     |
| 53 kg       | Laura Hérin      | Karla Acosta   | María González Betzabeth Argüello |
| 57 kg       | Ángela Álvarez   | Susana Lozano  | Brenda Bailey Betzabeth Sarco     |
| 62 kg       | María Santana    | Alexis Gómez   | Ashley Zárate Astrid Montero      |
| 68 kg       | Hangelen Llanes  | Nicoll Parrado | Josselyn Portillo Ámbar Garnica   |
| 76 kg       | Tatiana Rentería | María Acosta   | Milaimys Marín Atzimba Landaverde |